# Generalstrejken i København 1944
Generalstrejken i København 1944 er en dansk dokumentarisk optagelse fra 1944.

## Handling
Generalstrejken (Folkestrejken) i København d. 30. juni-4. juli 1944. Ved Dronning Louises Bro ses varehuset Bulldog, hvis indehaver var kendt som tyskervenlig, i brand. Gaderne barrikaderes. Det amerikanske Stars & Stripes og det sovjetiske flag med hammer og segl vejrer på Nørrebrogade. Københavns Politi trækker sig tilbage. Frihedsrådet dirigerer strejken gennem løbesedler. Folkestrejker var besættelsestidens udtryk for strejkerne i Danmark 1943-44. De var rettet mod tyskerne og omfattede arbejdere, tjenestemænd, funktionærer og handlende.